# Пам'ятник знищеним у Бабиному Яру дітям
Пам'ятник знищеним у Бабиному Яру дітям — невеликий монумент в пам'ять про тих, чиє життя обірвалося під час Німецько-радянської війни до того, як вони встигли подорослішати.

## Підрахунки жертв

За різними оцінками, тут було вбито від 70 до 150 тисяч людей, серед яких було від 50 до 70 тисяч євреїв. На дітей часто шкодували кулі, і замість розстрілу їх зазвичай закопували живцем або забивали палицями.
Кількість дітей, які змогли врятуватися з Бабиного Яру з десятків тисяч убитих — менше 10.

## Відкриття пам'ятника
Пам'ятник встановлений 30 вересня 2001. Скульптор — Валерій Медведєв, архітектор — Юрій Мельничук (за участю Р. Кухаренка).